# Agfa Optima 1a
Agfa Optima 1a eller Agfamatic var en av de första automatiska  35mm kamera med ramsökare. Den introducerades på marknaden 1962 och var en efterföljare till Agfas Optima 1 kamera. Kameran hade en selencell som gav tillräcklig spänning för att automatiskt ställa in bländare och exponeringstid. En röd signal i sökaren blev grön när kameran hade ställt in exponering rätt och ljusförhållandena var tillräckliga. Kameran var tillverkad med många delar i plast.
Kameran hade inställning för blixtsynkronisering vid 1/30 s och även inställning för långtidsexponering.